# Ясна Поляна (Казахстан)
Я́сна Поля́на (каз. Ясная Поляна) — село у складі Тайиншинського району Північноказахстанської області Казахстану. Адміністративний центр Яснополянського сільського округу.
Населення — 1368 осіб (2021; 1449 у 2009, 1697 у 1999, 2229 у 1989).
Національний склад станом на 1989 рік:
- німці — 45 %
- поляки — 34 %.